# Castello di Cré
Il castello di Cré, detto anche casaforte Ducrest (omofoni, pron. fr. AFI: [kʁe]), è un'antica casaforte valdostana che sorge su di un pendio franoso in località Cré, a fianco al letto del torrente, a dominare dall'alto il fianco di levante dell'abitato di Avise in cui si trovano i più recenti e meglio conservati castelli di Avise e di Blonay. Oggi il castello è ridotto a rudere.

## Architettura

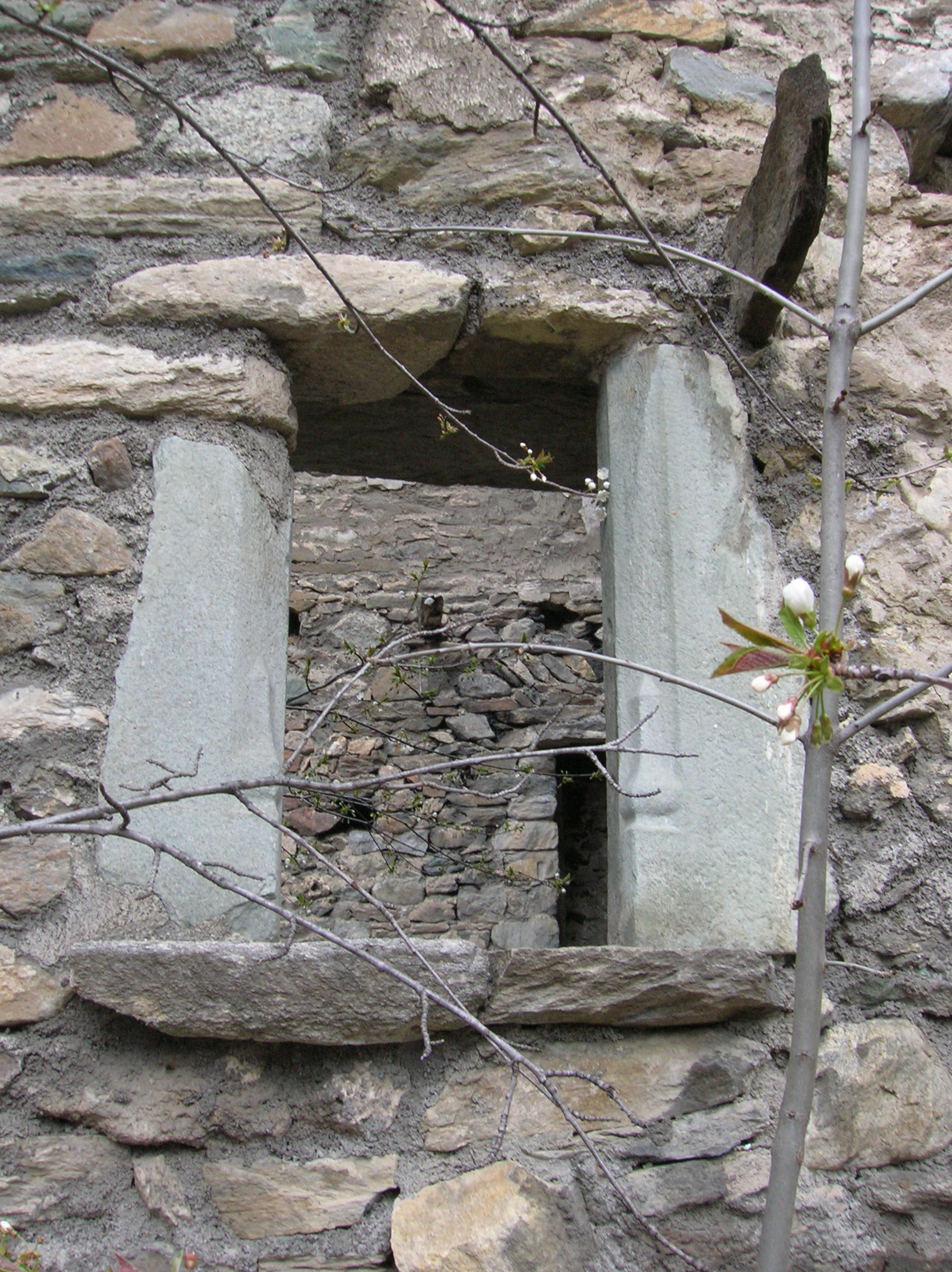
Dettaglio di finestra in pietra lavorata.

Il castello, scoperchiato e invaso dai rovi, ha i piani crollati e si presenta in stato di estremo degrado.
Porte e finestre presentano ancora cornici in pietra lavorata, per André Zanotto probabilmente risalenti al XVI secolo.

## Storia
Il castello fu fatto erigere intorno al X secolo, forse ad opera dei d'Avise, una nobile famiglia valdostana che nella dieta del 1191 si rifiutò di dichiarare la propria sottomissione a Casa Savoia, almeno fino al 1243 quando Ugonetto II si riconobbe suddito di Amedeo IV insieme ai suoi cugini, e grazie a questo gli fu riconosciuto il feudo di Avise. Ricorda l'architetto Carlo Nigra attingendo alla storiografia locale:
(Carlo Nigra, p. 89)
In particolare per André Zanotto il castello di Cré appartenne a Pietro d'Avise, che nel 1425 era vice-balivo di Aosta.
Successivamente, la casaforte prese il nome dalla famiglia dei Ducrest (citata anche come Ducret), che a partire dalla seconda metà del XV secolo ne entrò in possesso, nella persona del funzionario ducale Bonifacio Ducrest, originario di Le Pont-de-Beauvoisin, in Savoia. I Ducrest si estinsero all'inizio del XVIII secolo.

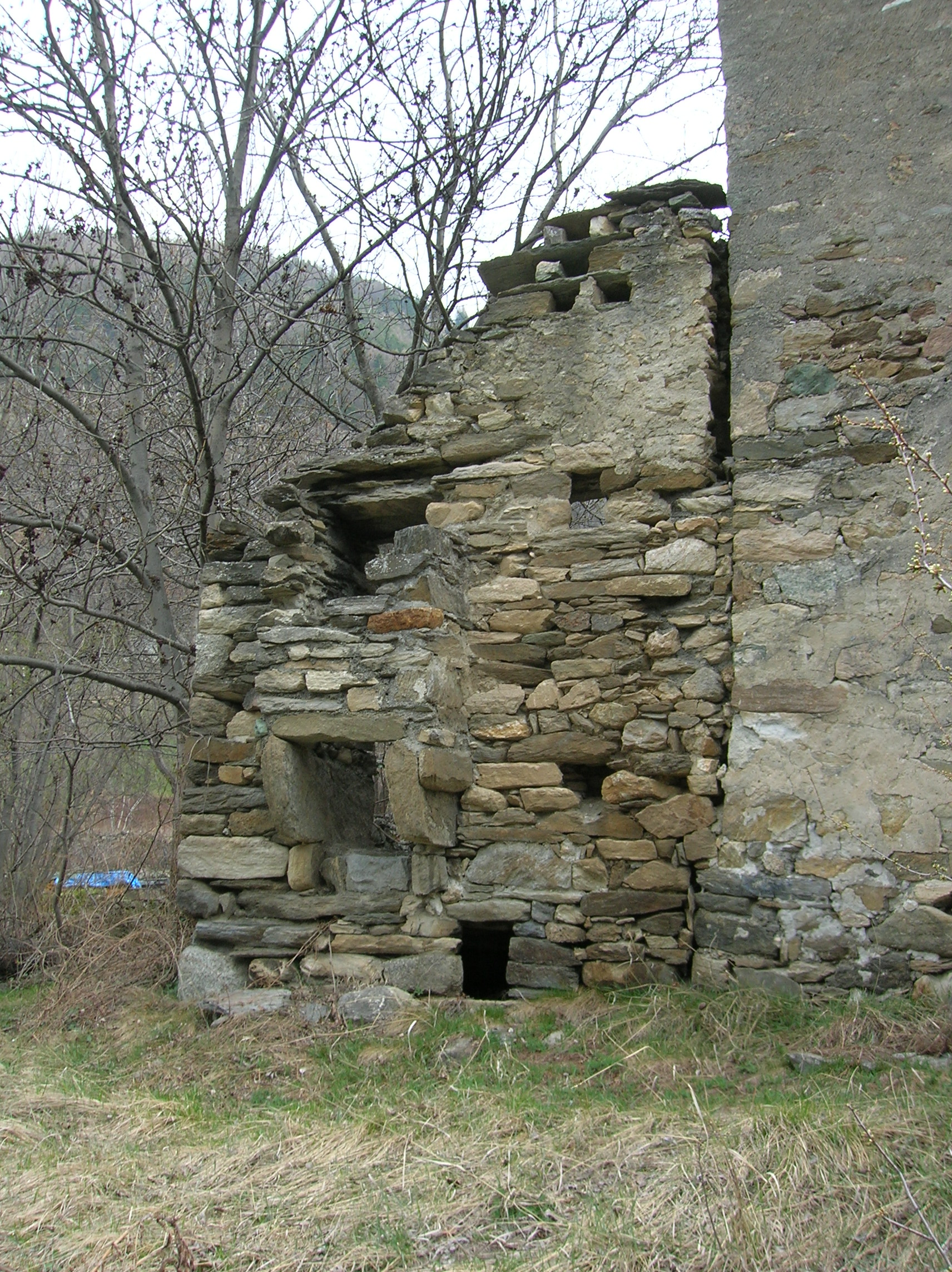
Una caditoia o latrina
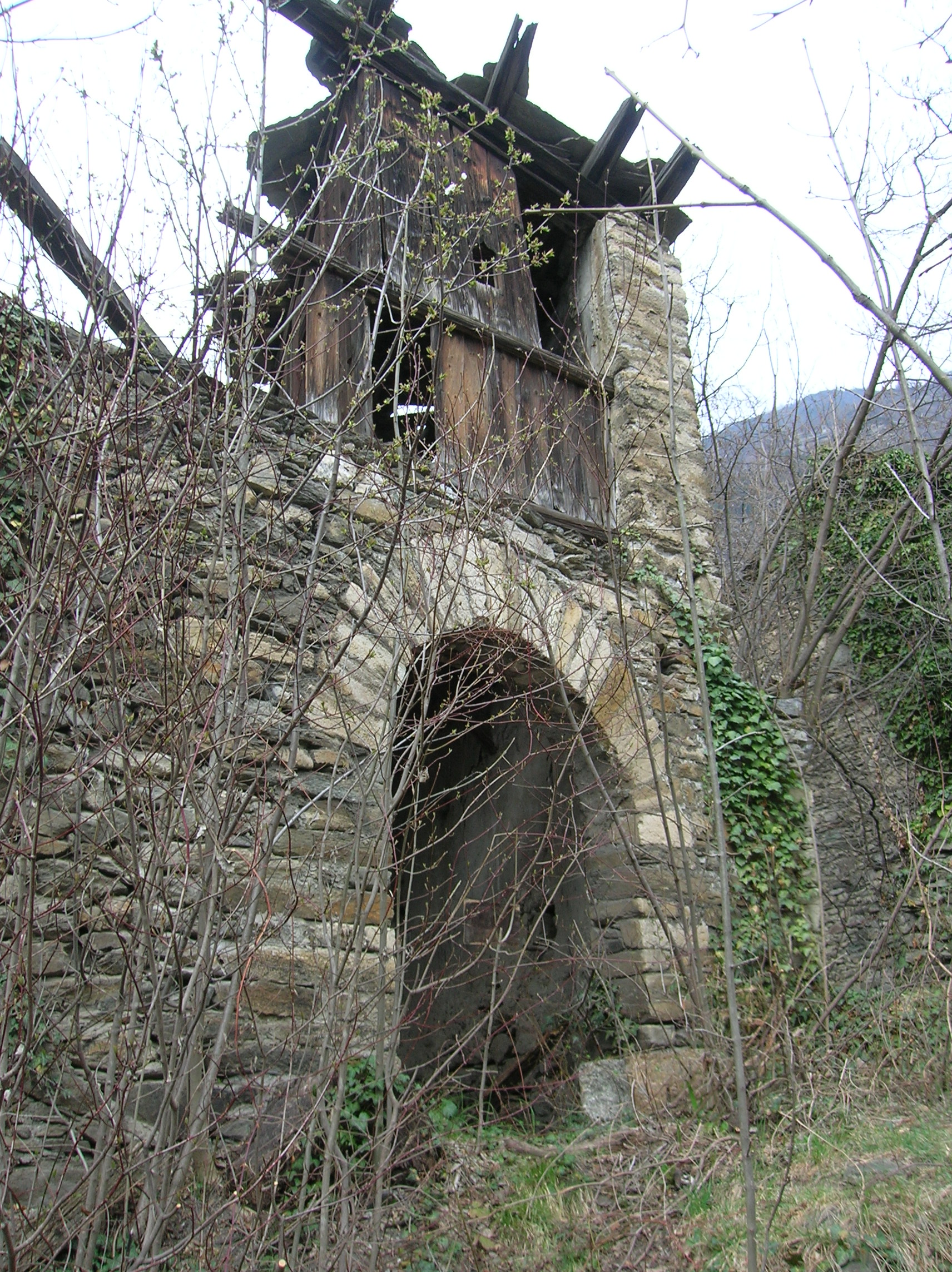
Un accesso a pianoterra di epoca successiva alla prima edificazione
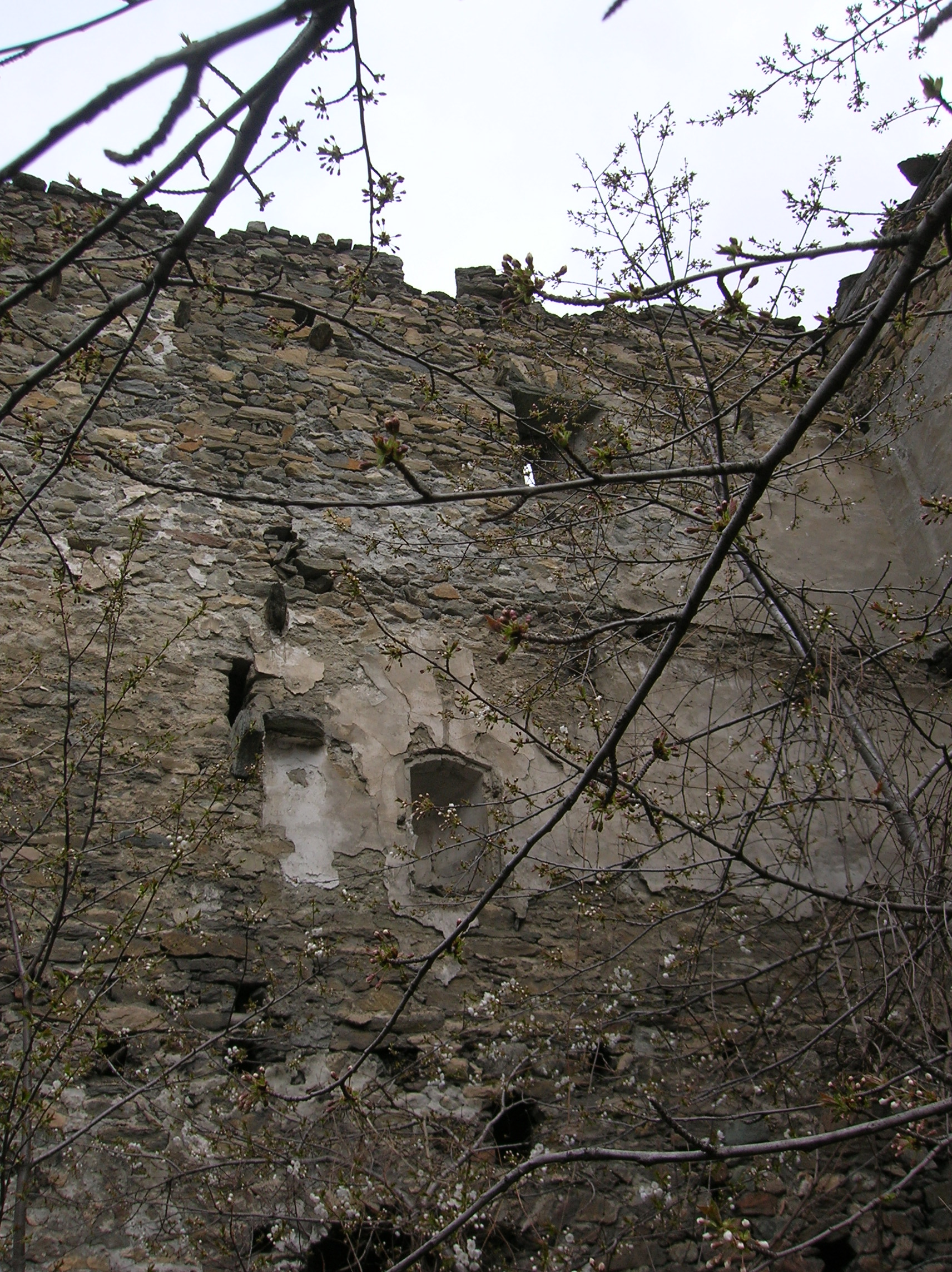
L'interno del rudere, in cui si legge il livello del pavimento crollato
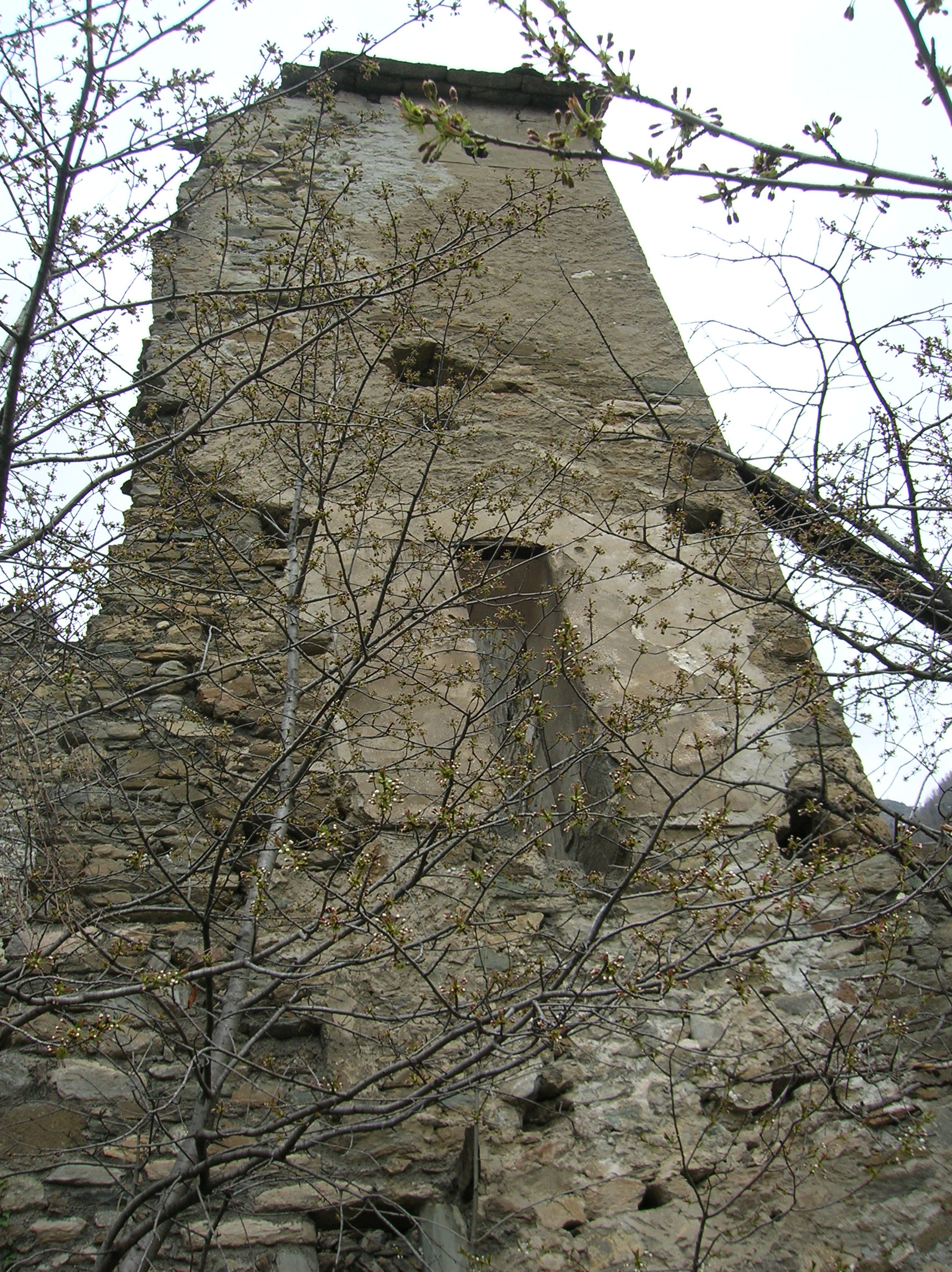
Un altro dettaglio del rudere
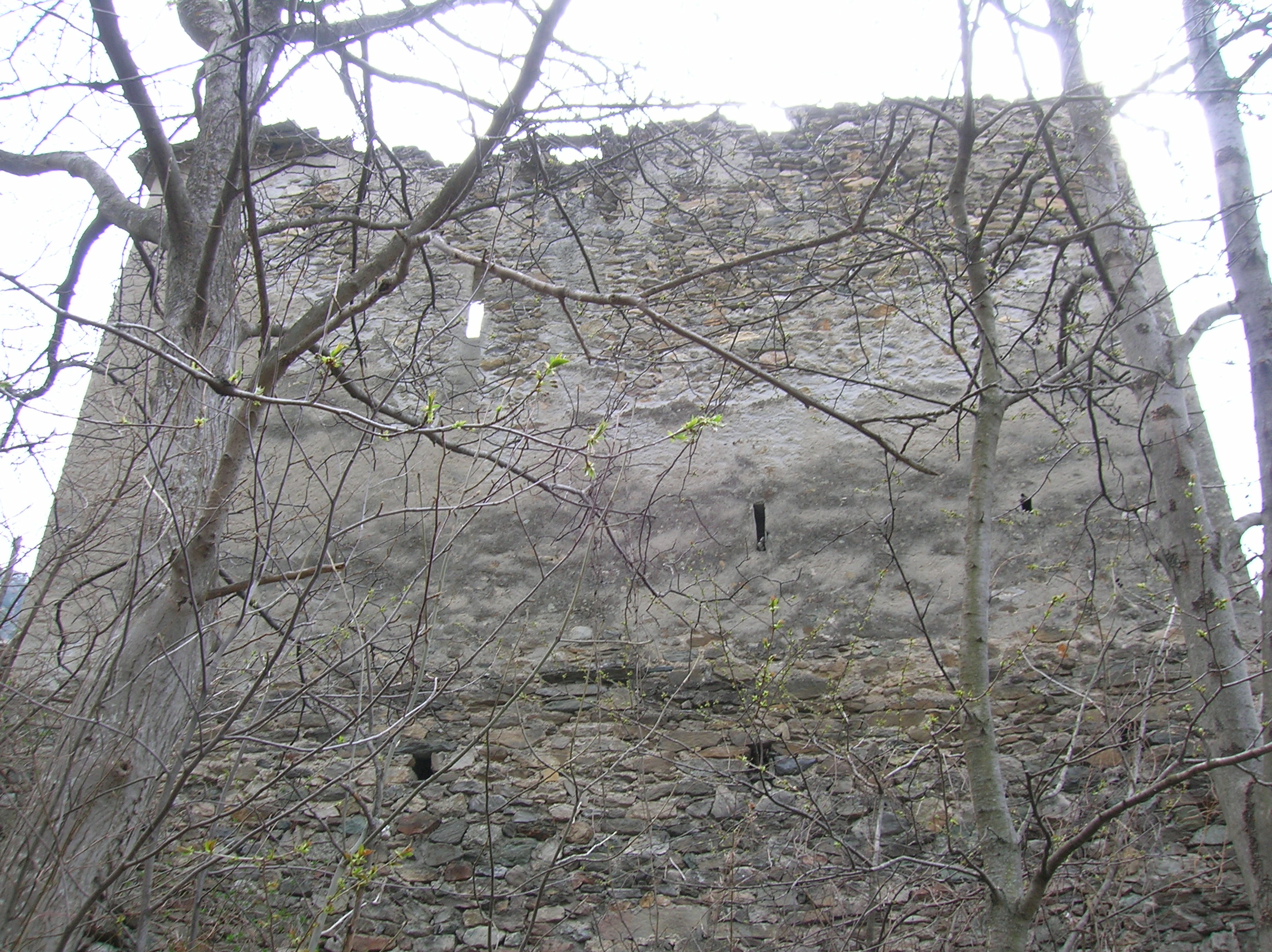
Le feritoie